# فیلا (شرکت)
فیلا (به انگلیسی: FILA) یکی از بزرگترین بنگاه‌های تولیدکننده‌ی کالاهای ورزشی است. این شرکت که در سال ۱۹۱۱ در شهر بی‌یل‌لا، در استانِ پیمونت ایتالیا و توسط برادران فیلا پایه‌گذاری شد، از سال ۲۰۰۷ به مالکیت یک بنگاه کره‌ای به ریاست یون سو یون درآمده است.

فیلا نمایندگی‌هایی در ۱۱ کشور جهان دارد و دفتر مرکزی آن در شهر سئول، کره جنوبی میباشد.